# Sistema autônomo (matemática)
Na teoria dos sistemas dinâmicos, um sistema autônomo é um sistema de equações diferenciais ordinárias que não depende nas variáveis independentes.

## Definição
Um sistema autônomo de ordem n é uma equação diferencial ordinária da seguinte forma:
{\displaystyle {\frac {d}{dt}}x(t)=f(x(t))}
onde x é um vetor de n dimensões.
Note que a função {\displaystyle f\,} não depende (diretamente) de {\displaystyle t\,}, dependendo apenas da função {\displaystyle x\,}

## Sistema autônomo de primeira ordem
Um sistema autônomo de primeira ordem é uma equação diferencial ordinária de primeira ordem da forma:
- {\displaystyle {\frac {d}{dt}}x(t)=f(x)\,}

onde {\displaystyle x(t)\,} é uma função real da variável t.

### Solução
A técnica de resolução consiste em separar os diferenciais:
- {\displaystyle {\frac {dx}{f(x)}}=dt\,}

e integrar:
- {\displaystyle \int _{t_{0}}^{t}{\frac {1}{f(x)}}dx=t-t_{0}\,}

### Exemplo
- {\displaystyle {\frac {d}{dt}}x(t)=x^{2}\,}

restrito à condição inicial {\displaystyle x(0)=1\,}
A solução é dada por:
- {\displaystyle {\frac {1}{x(0)}}-{\frac {1}{x(t)}}=t\,}

ou, resolvendo para {\displaystyle x\,}:
- {\displaystyle x(t)={\frac {1}{1-t}},~~t<1\,}